# Gustav Roloff
Gustav Roloff (* 7. Oktober 1866 in Oberröblingen am See bei Eisleben; † 8. Oktober 1952 in Berlin) war ein deutscher Historiker und Hochschullehrer in Gießen.

## Leben
Als Privatdozent der Geschichte an der Universität Berlin veröffentlichte er 1903 als Heft XXXIX der Historischen Studien „Probleme aus der griechischen Kriegsgeschichte“. Seit 1909 hatte er einen Lehrstuhl für Neuere Geschichte an der Ludwigs-Universität Gießen, deren Rektor er 1921/1922 war. Als Historiker war er ein Schüler von Max Lenz und Hans Delbrück. Er war gerade auch für seine Zunft und seine Zeit „welterfahren“ und weitgereist. Als Historiker beschäftigte er sich dadurch vornehmlich mit Kolonialgeschichte. Zu seinen Hauptwerken zählt die Kolonialpolitik Napoleon I., die Geschichte der europäischen Kolonisation seit der Entdeckung Amerikas und nach dem Ersten Weltkrieg die Bilanz des Krieges.
Trotz seiner deutsch-nationalen Grundeinstellung geriet er ab 1933 zunehmend in Konflikt mit dem Gehabe der Nazis an der Gießener Universität. Er empfand diese als lärmend und unkultiviert und lehnte die neue Grußgeste ab. Roloff weigerte sich, vom Nazisystem zur Verbreitung neuer Ideologien angehalten zu werden und beantragte am 10. Oktober 1934 seine Emeritierung zum 1. April 1935. Danach hielt er weiterhin Vorlesungen. Nach einer Äußerung in einer seiner Vorlesungen, der Nationalsozialismus sei eine „vorübergehende Erscheinung“, die für Schlagzeilen sorgte, zog er mit seiner Familie 1936 nach Berlin.

## Nachkommen
Er ist der Vater des Pianisten Helmut Roloff und Großvater des Videokünstlers Stefan Roloff.